# Bartholomew Stanley Wilson
Bartholomew Stanley Wilson CSSp, auch Bartholomew Stanislaus Wilson, (* 27. Mai 1884 in Cobh, Vereinigtes Königreich Großbritannien und Irland; † 28. Oktober 1938) war ein irischer römisch-katholischer Ordensgeistlicher und Apostolischer Vikar von Sierra Leone.

## Leben
Bartholomew Stanley Wilson trat der Ordensgemeinschaft der Spiritaner bei und empfing am 28. Oktober 1913 das Sakrament der Priesterweihe.
Am 4. Januar 1924 ernannte ihn Papst Pius XI. zum Titularbischof von Acmonia und zum Apostolischen Vikar von Bagamoyo. Der Bischof von Cloyne, Robert Browne, spendete ihm am 9. Juni desselben Jahres die Bischofsweihe; Mitkonsekratoren waren der Bischof von Cork, Daniel Cohalan, und der Bischof von Limerick, David Keane.
Pius XI. ernannte ihn am 23. Mai 1933 zum Apostolischen Vikar von Sierra Leone. Am 16. April 1936 nahm Pius XI. das von Bartholomew Stanley Wilson vorgebrachte Rücktrittsgesuch an.